# Marion County (Missouri)
Das Marion County ist ein County im US-amerikanischen Bundesstaat Missouri. Im Jahr 2020 hatte das County 28.525 Einwohner und eine Bevölkerungsdichte von 25,1 Einwohnern pro Quadratkilometer. Der Verwaltungssitz (County Seat) ist Palmyra.

## Geografie
Das County liegt im Nordosten von Missouri und grenzt im Osten an Illinois, von dem es durch den Mississippi River getrennt ist. Es hat eine Fläche von 1150 Quadratkilometern, wovon 15 Quadratkilometer Wasserfläche sind. An das Marion County grenzen folgende Nachbarcountys:
|               | Lewis County | Adams County (Illinois) |
| Shelby County |              |                         |
| Monroe County | Ralls County | Pike County (Illinois)  |

## Geschichte

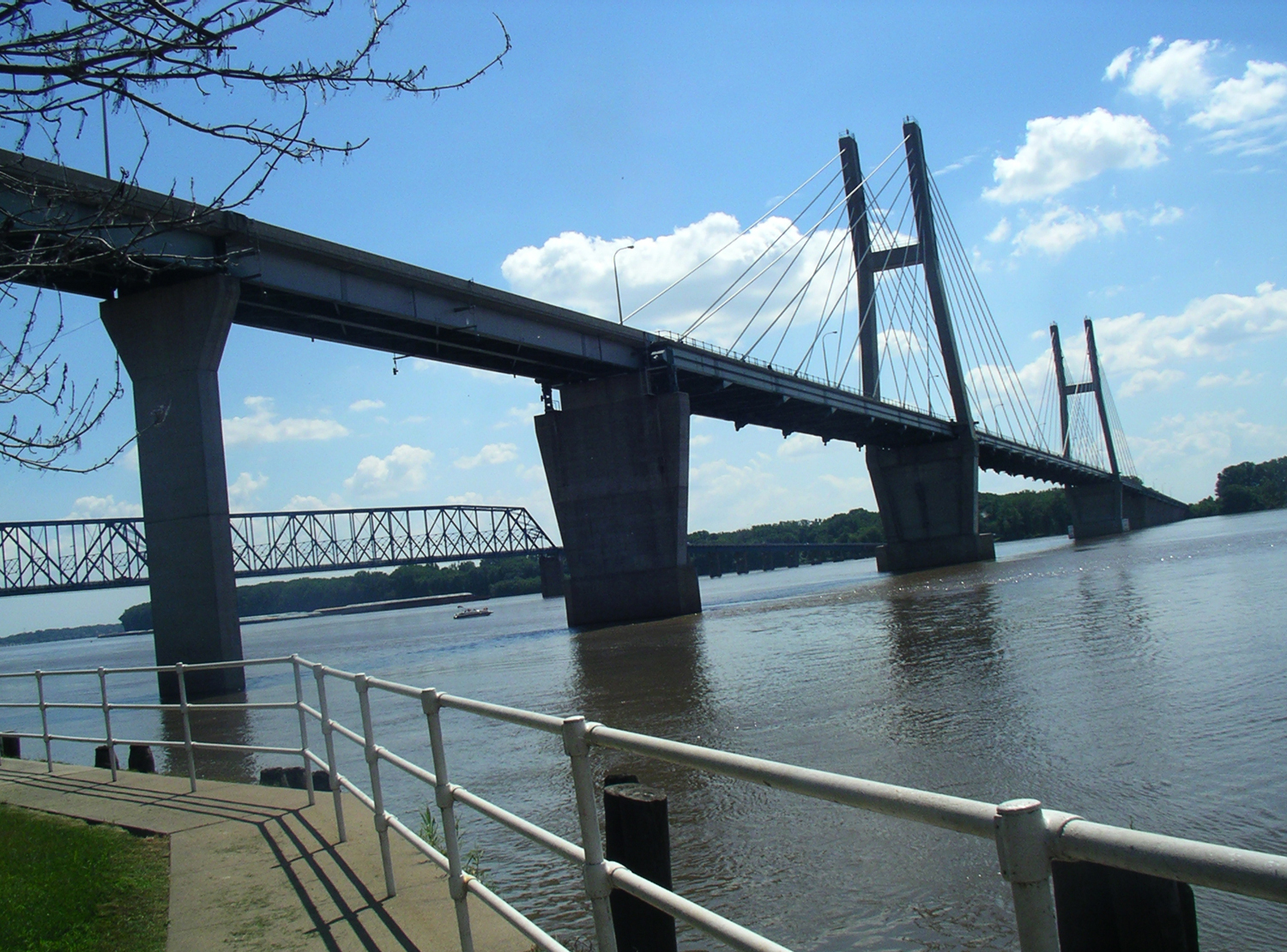
Die Quincy Memorial Bridge (h.) und die Quincy Bayview Bridge (v.) von West Quincy nach Illinois

Das Marion County wurde 1826 aus ehemaligen Teilen des Ralls County gebildet. Benannt wurde es nach Francis Marion (1732–1795), einem General im Amerikanischen Unabhängigkeitskrieg.

Ein Ort hat den Status einer National Historic Landmark, das Mark Twain Boyhood Home.

## Demografische Daten
Nach der Volkszählung im Jahr 2010 lebten im Marion County 28.781 Menschen in 11.462 Haushalten. Die Bevölkerungsdichte betrug 25,4 Einwohner pro Quadratkilometer. In den 11.462 Haushalten lebten statistisch je 2,36 Personen.
Ethnisch betrachtet setzte sich die Bevölkerung zusammen aus 91,8 Prozent Weißen, 4,9 Prozent Afroamerikanern, 0,2 Prozent amerikanischen Ureinwohnern, 0,5 Prozent Asiaten sowie aus anderen ethnischen Gruppen; 2,1 Prozent stammten von zwei oder mehr Ethnien ab. Unabhängig von der ethnischen Zugehörigkeit waren 1,4 Prozent der Bevölkerung spanischer oder lateinamerikanischer Abstammung.
23,9 Prozent der Bevölkerung waren unter 18 Jahre alt, 60,4 Prozent waren zwischen 18 und 64 und 15,7 Prozent waren 65 Jahre oder älter. 51,9 Prozent der Bevölkerung war weiblich.

Das jährliche Durchschnittseinkommen eines Haushalts lag bei 38.778 USD. Das Prokopfeinkommen betrug 19.520 USD. 18,0 Prozent der Einwohner lebten unterhalb der Armutsgrenze.

## Ortschaften im Marion County
Citys
- Hannibal1
- Monroe City2
- Palmyra

Unincorporated Communities
| - Benbow - Ely - Emerson - Helton - Hester - Huiskamp | - Mark - Mungers - Naomi - Nelsonville - North River - Oakwood | - Philadelphia - Smileyville - South River - Taylor - Warren - West Ely | - West Quincy - White Bear - Withers Mill - Woodland |

1- teilweise im Ralls County

2 – teilweise im Monroe und im Ralls County

## Gliederung
Das Marion County ist in acht Townships eingeteilt:
| Township             | Einwohner (2010) | FIPS     |
| -------------------- | ---------------- | -------- |
| Fabius Township      | 1273             | 29-23176 |
| Liberty Township     | 4500             | 29-42230 |
| Mason Township       | 13.438           | 29-46658 |
| Miller Township      | 5997             | 29-48278 |
| Round Grove Township | 835              | 29-63344 |
| South River Township | 369              | 29-69050 |
| Union Township       | 870              | 29-74788 |
| Warren Township      | 1499             | 29-77074 |